# Pocałunek mongolskiego księcia
Pocałunek Mongolskiego Księcia – dziewiąty (siódmy studyjny) album polskiego zespołu muzycznego Armia. Składa się z dwóch płyt. Pierwsza zawiera materiał premierowy nagrany w Kosmicznym Studio Obuha w roku 2003. Druga zawiera zapis wideo koncertu w warszawskiej „Stodole” 30 stycznia 2003 (z błędnie podaną na okładce datą 20 stycznia). Muzycznie prezentuje kontynuację płyty Droga – jest w porównaniu z większością innych płyt zespołu stosunkowo łagodny. Zawiera jednak także ostrzejsze utwory. Tekstowo jest częściowym odejściem od nawiązań do dzieciństwa typowych dla płyt Droga i Taniec Szkieletów i swoistą poetycką publicystyką.
Zawiera dwa mocno przekształcone w stosunku do oryginału covery – „W kamień zaklęci” zespołu 2 plus 1 i „Sodoma i Gomora” zespołu Misty in Roots. Poza tym teksty zawierają cytaty z Witolda Gombrowicza oraz piosenek m.in. Ewy Demarczyk i Marka Grechuty. Płytę rozpoczyna cytat z Władcy Pierścieni „This is the end. [...] I am going... I am leaving now... Goodbye!”. Wskazuje to, że płyta jest metaforą przedstawiającą wędrówkę człowieka, który założył Jedyny Pierścień, który daje władzę i niszczy właściciela.

## Lista utworów

### CD 1
1. „Zjawy i ludzie” (muz. Popkorn, tekst Budzy) – 5:06
2. „W kamień zaklęci” (muz. Andrzej Korzyński, tekst Marek Dutkiewicz) – 4:07
3. „Pocałunek Mongolskiego Księcia” (muz. Paweł Klimczak, tekst Budzy) – 6:42
4. „Horror Budzulli” (muz. Paweł Klimczak, tekst Budzy) – 3:30
5. „Sodoma i Gomora” –  3:15
6. „Nostalgia” (muz. Michał Grymuza, tekst Budzy) – 4:39
7. „Utopia” (muz. Paweł Klimczak, Budzy, tekst Budzy) – 5:17
8. „Ukryta miłość” (muz. i tekst Budzy) – 4:25
9. „Sen nocy letniej” (muz. Paweł Klimczak, tekst Budzy) – 5:16
10. „Śmierć w Wenecji” (muz. i tekst Budzy) – 7:23

### CD 2 – Koncert - Stodoła 30.01.2003
Płyta z pojedynczymi plikami video w formacie MPEG.
1. „To czego nigdy nie widziałem”
2. „Pięknoręki”
3. „Buraki, kapusta i sól”
4. „Zostaw to”
5. „Nostalgia”
6. „YYZZ”
7. „Soul Side Story”
8. „Jeżeli”
9. „Trzy bajki”
10. „Niewidzialna armia”
11. „Zjawy i ludzie” (teledysk)

## Autorzy
- Tomasz „Tom” Budzyński – głos, gitara, sample
- Paweł Klimczak – gitary
- Krzysztof „Dr Kmieta” Kmiecik – bas
- Beata „Rozencwajgowa” Polak – perkusja, wibrafon
- Krzysztof „Banan” Banasik – waltornia
- Dariusz „Popcorn” Popowicz – gitary

oraz
- Gerard Nowak – głos
- Wojcek Czern – syntezator
- Arka Noego – chórek

## Okładka
Na okładce płyty znajduje się obraz Tomasza Budzyńskiego „Ptasznik”. W wersji roboczej miał znajdować się obraz Witkacego „Pocałunek mongolskiego księcia w lodowej pustyni”.